# Chudania tibeta
Chudania tibeta är en insektsart som beskrevs av Zhang 1992 utifrån ett specimen insamlat i Tibet. Chudania tibeta ingår i släktet Chudania och familjen dvärgstritar. Inga underarter finns listade i Catalogue of Life.